# Nephodia orcipennata
Nephodia orcipennata är en fjärilsart som beskrevs av Walker 1862. Nephodia orcipennata ingår i släktet Nephodia och familjen mätare. Inga underarter finns listade i Catalogue of Life.